# Bundesstraße 100
Pour les articles homonymes, voir B100 et Route 100.
La Bundesstraße 100 (abrégé en B 100) est une Bundesstraße reliant Halle à Kemberg.

## Localités traversées
- Halle
- Landsberg
- Brehna
- Bitterfeld
- Gräfenhainichen
- Kemberg